# THE OUTLETS HIROSHIMA
THE OUTLETS HIROSHIMA (ジ アウトレット ヒロシマ) は、広島県広島市佐伯区に所在し、イオンモールが運営・管理するアウトレットモールである。

## 概要
広島市佐伯区石内地区において広島電鉄が開発した、住宅団地・物流団地が集積するニュータウン「西風新都グリーンフォートそらの」の商業施設エリアにイオンモールが「西風新都プロジェクト」として建設したアウトレットモールである。
イオンモールのアウトレットモール業態としてはイオンレイクタウン (埼玉県越谷市) の「レイクタウンアウトレット」に次ぐ2店舗目で、新規開発から手がける施設としては初の店舗となる。イオンモールは「THE OUTLETS」の業態を単なる本格的アウトレットモールではなく「エンターテイメント」や「地域との出会い」を絡めた「地域創生型商業施設」と位置づけており、中四国／広島県初出店となる店舗を中心とした127店のアウトレットショップの他、通年オープンのスケートリンクや映画館 (シネマコンプレックス) 、ボウリング場、瀬戸内や広島の名産品を扱う物産店等、アウトレットに「コト消費」の要素を織り交ぜた複合施設となっている。

## テナント
建物は2階建てで、1階が「ライフデザインフロア」と銘打ち、従来のイオンモール同様、エンクローズドモール型のモール形式で、イオンスタイルや書店、娯楽施設、フードコート、郵便局（後述）などの従来のイオンモール同等のテナントが入居している。
一方2階は「本格アウトレットフロア」と銘打ったオープン型のアウトレットゾーンとなっている。ライフデザインフロアには中央にイオンスタイルを核とした「よりみちマルシェ」を配置し、一方にフードコートとイオンシネマ広島西風新都 (後述) とカプコンのアミューズメント施設の入居する「ほしかげシティ」、その中間にフードコート「にしかぜダイナー」、反対側にトイザらスの大型店舗や専門店、広島電鉄から寄贈された路面電車等が配置される「なみのわガレージ」とエリア分けされている。

### ジ・アウトレット広島内郵便局
本局はTHE OUTLETS HIROSHIMAの開業と同時にテナントとして入居した。一般的な郵便局と同等の郵便サービス（郵便・印紙・ゆうパック）、貯金サービス（貯金・為替・振替等）、保険サービス（生命保険・バイク自賠責保険・がん保険等）、物販サービス（カタログ販売・店頭販売等）を提供する他、本局の特色として日本郵便のオリジナルキャラクターであるぽすくまの世界観を表現した内装があしらわれている。
なお、「西風新都グリーンフォートそらの」の物流団地エリアには日本郵便が、一般向けの窓口を持たない郵便局 (広島県西部における地域区分局) である広島郵便局が2017年4月10日に開局している。
- ジ・アウトレット広島による公式サイト
- THE OUTLETS HIROSHIMA - 日本郵政グループ

### イオンシネマ広島西風新都
イオンシネマ広島西風新都 (イオンシネマひろしませいふうしんと) は、THE OUTLETS HIROSHIMA 1階の「ほしかげシティ」に出店するシネマコンプレックス。イオンエンターテイメントの展開する「イオンシネマ」の一つで、広島県では広島イースト (広島段原ショッピングセンター) 内の「イオンシネマ広島 (旧ワーナー・マイカル・シネマズ広島)」に次ぐ2店舗目。9スクリーンあり、全館に「コクーンシート」と呼ばれるシートを採用している。最大収容の6スクリーンには、高画質映像と立体音響を備えた3Dシステム「ULTIRA」(ウルティラ) が採用されている。
| No.  | 通常席 | 車椅子席 | 備考                                                              |
| ---- | ------ | -------- | ----------------------------------------------------------------- |
| 1    | 79     | 2        | 3D／ハイフレームレート対応                                        |
| 2    | 79     | 2        |                                                                   |
| 3    | 152    | 2        | 3D／ハイフレームレート対応                                        |
| 4    | 182    | 2        |                                                                   |
| 5    | 284    | 2        |                                                                   |
| 6    | 324    | 4        | - ULTIRA - 4Kプロジェクター - VIVE-AUDIO - 3D／ハイフレームレート |
| 7    | 100    | 2        |                                                                   |
| 8    | 110    | 2        |                                                                   |
| 9    | 79     | 2        |                                                                   |
| 合計 | 1,389  | 20       |                                                                   |

## アクセス
車の場合
- 山陽自動車道 五日市ICから約10分。

公共交通機関（電車・バス）の場合
- JR山陽本線・広島電鉄2号線 西広島駅（己斐）（バス停 2番乗り場）よりエイチ・ディー西広島（ボン・バス）「THE OUTLETS HIROSHIMA行」に乗車し約20～25分。
- 八丁堀（ハンズ前）バス停よりエイチ・ディー西広島（ボン・バス）「THE OUTLETS HIROSHIMA行」に乗車し約45分。
  - 17 五月が丘団地・ジアウトレット広島線 / 広電己斐団地線（ボン・バス）：八丁堀・紙屋町・西広島駅方面 - ジアウトレット広島

- アストラムライン 広域公園前駅で下車、「広域公園前駅（修道大学入口）」バス停に乗り換え、広電バス「THE OUTLETS HIROSHIMA行」に乗車し約15分。
- 広島バスセンター3番乗り場より広電バス「THE OUTLETS HIROSHIMA行」に乗車し約45分。
  - 61 五月が丘団地・免許センター・ジ アウトレット 広島・そらの線（広電バス）：広島バスセンター・横川駅・広域公園前駅（広島修道大学）方面 - ジアウトレット広島

- 広島駅新幹線口27番乗り場から広電バス「THE OUTLETS HIROSHIMA行」に乗車し約40分。平日（月・水・金のみ）及び土日祝日運行。
  - 広島駅新幹線口 - 広域公園前駅 - ジアウトレット広島

- JR五日市駅北口1番乗り場から広電バス「THE OUTLETS HIROSHIMA行」に乗車し約40分。土日祝日運行。
- アルパークから西風みなとライン（201,202）に乗車し約15分。広島港（宇品）方面から乗り継ぎ可。土日祝日と年末年始お盆に社会実験運行。